# El niño de la luna
Pour plus de détails, voir Fiche technique et Distribution.
El niño de la luna est un film espagnol réalisé par Agustí Villaronga, sorti en 1989.

## Synopsis
Depuis l'Antiquité, en Afrique noire, une tribu attend l'arrivée de son Dieu, incarné dans un enfant blanc, le fils de la lune.
David, un orphelin vivant dans l'Europe de l'entre-deux-guerres, apprend l'existence de cette prophétie du fils de la lune. Dans son esprit grandit l'idée que cet enfant est lui-même et qu'il doit accomplir son destin. Une organisation scientifique adopte David jusqu'à ce qu'il découvre que l'organisation a l'intention de canaliser l'énergie lunaire dans un nouveau-né, que David considère comme un usurpateur. Deux femmes l'aideront à accomplir son destin.

## Fiche technique
- Titre français : El niño de la luna
- Réalisation et scénario : Agustí Villaronga
- Décors : Francesc Candini et Sadok Majri
- Costumes : Montse Amenós et Isidre Prunés
- Photographie : Jaume Peracaula
- Montage : Raúl Román
- Musique : Dead Can Dance
- Pays d'origine :  Espagne
- Format : Couleurs - 35 mm
- Genre : fantasy, science-fiction
- Durée : 118 minutes
- Dates de sortie :
  - France : mai 1989 (Festival de Cannes 1989)
  - Espagne : 8 mai 1989 (sortie nationale)

## Distribution
- Maribel Martín : Victoria
- Lisa Gerrard : Georgina
- Enrique Saldana : David
- Lucia Bosè : directrice
- David Sust : Edgar
- Mary Carrillo : Anciana carbonera
- Günter Meisner : Abuelo militar
- Heidi Ben Amar : Mid-e-mid
- Lydia Azzopardi : Abuela mora
- Jack Birkett : invalide
- Lluís Homar : Hombre 1° cabaña

## Distinctions

### Récompenses
- Prix Goya 1990 : meilleur scénario original, meilleurs costumes et meilleurs maquillages et coiffures
- Prix Sant Jordi du cinéma 1990 : meilleur film espagnol
- Prix Fotogramas de Plata 1990 : meilleur film espagnol

### Sélection
- Festival de Cannes 1989 : sélection en compétition officielle